# 샤히

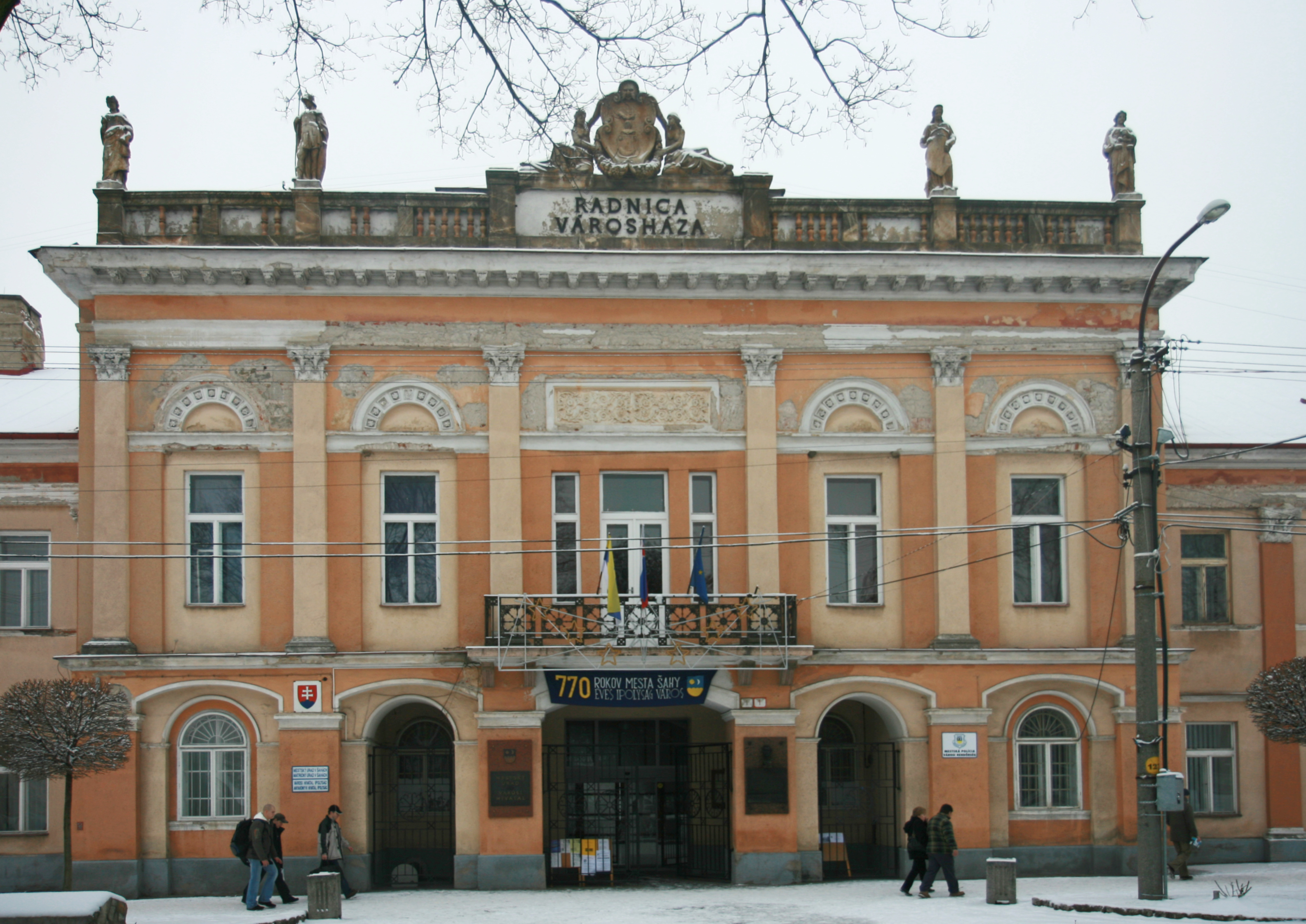
로주냐바

샤히(슬로바키아어: Šahy, 헝가리어: Ipolyság 이포이샤그[*], 독일어: Eipelschlag 아이펠슐라크[*])는 슬로바키아 니트라주에 위치한 도시로 면적은 42.727km2, 높이는 136m, 인구는 7,516명(2014년 12월 31일 기준), 인구 밀도는 176명/km2이다. 이펠강과 접하며 헝가리 국경 인근에 위치한다. 헝가리인이 도시 인구의 다수를 차지하고 있고 헝가리 부다페스트와 폴란드 크라쿠프를 연결하는 E77 고속도로가 지나간다.
1237년 헝가리의 벨러 4세 시대에 작성된 문헌에서 처음으로 등장했으며 오스만 제국, 오스트리아-헝가리 제국의 지배를 받았다. 1918년 오스트리아-헝가리 제국의 해체와 함께 체코슬로바키아에 편입되었다.

## 자매 도시
- 헝가리 바치
- 헝가리 우이페헤르토